# Eddy Maillet
Eddy Allen Maillet, né le 19 octobre 1967 à Victoria, est un arbitre seychellois de football. Il devient arbitre officiant pour la FIFA dès 2001. Il a aussi officié le match sur terrain neutre entre l'Algérie et l'Égypte à Omdurman, le 18 novembre 2009 (1-0).

## Carrière
Il a officié dans de nombreuses compétitions majeures : 
- Coupe du monde de football des moins de 17 ans 2003 (4 matchs)
- CAN 2006 (3 matchs)
- Coupe d'Asie des nations de football 2007 (2 matchs)
- Coupe du monde de football des moins de 17 ans 2007 (3 matchs)
- CAN 2008 (3 matchs)
- Coupe de la confédération 2008 (finale retour)
- Coupe du monde de football des moins de 17 ans 2009 (3 matchs)
- Coupe du monde de football des moins de 20 ans 2009 (3 matchs)
- Coupe des confédérations 2009 (3 matchs en tant que quatrième arbitre ; il fit partie du trio d'arbitres remplaçant)
- Coupe de la confédération 2009 (finale retour)
- CAN 2010 (2 matchs)
- Coupe du monde de football de 2010 (2 matchs)
- CAN 2012 (2 matchs)